# الولاء في روما القديمة

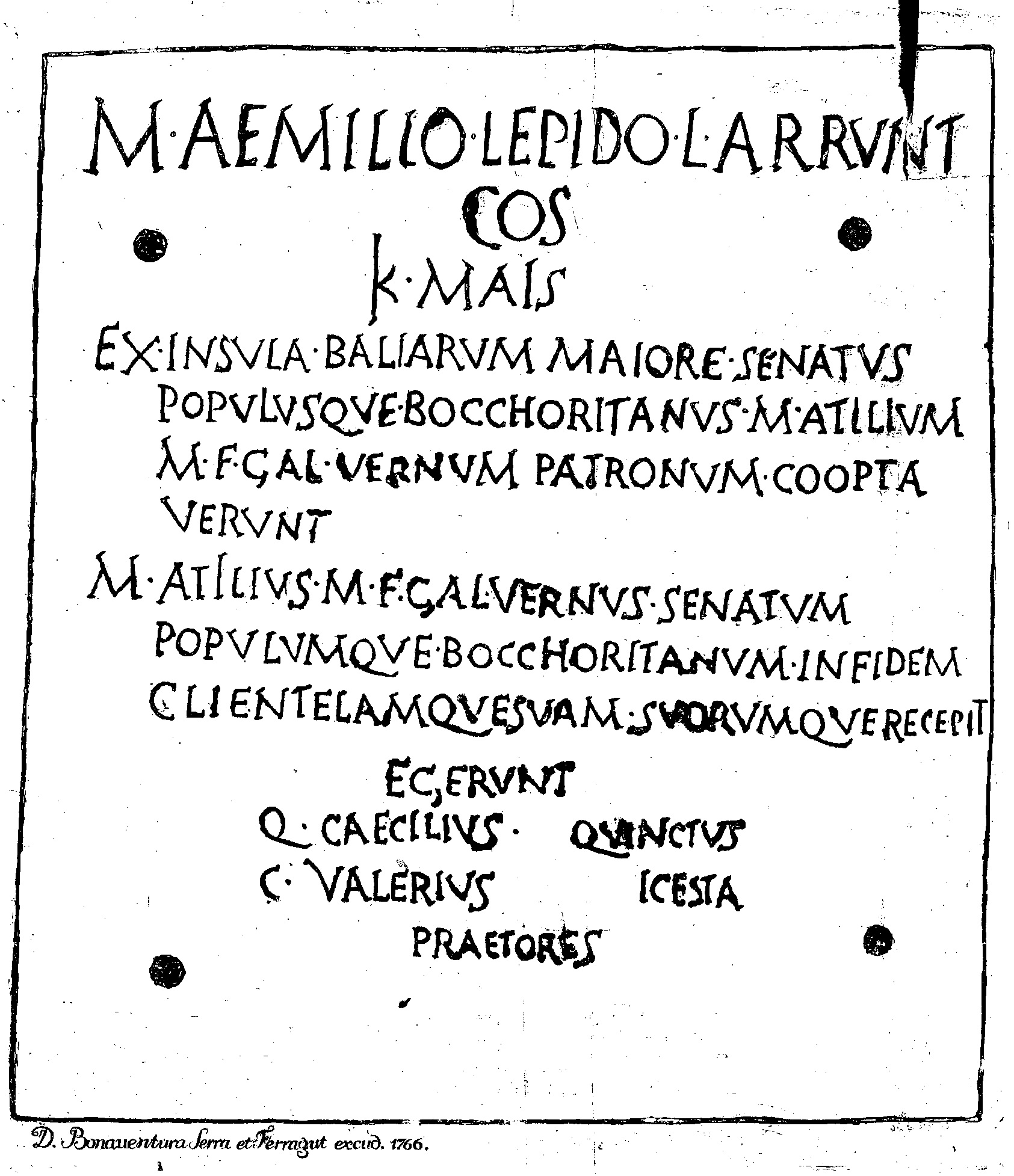
راعي الجدول ولاء من بوكوروس Bocchorus سنة 6 ميلادي.

الولاء أو الموالاة (باللاتينية patronatus أو patrocinium) كانت العلاقة المميزة في المجتمع الروماني القديم بين الوليّ («الراعي») ومواليه («عملاء»). كانت علاقة هرمية، لكن الالتزامات كانت متبادلة. كان الوليّ هو الحامي والراعي والمستفيد من المولى؛ المصطلح التقني لهذه الحماية كان باتروكينيوم patrocinium. على الرغم من أن المولى عادة ما يكون من طبقة اجتماعية متدنية،  يكون الولي والمولى لهما نفس المرتبة الاجتماعية، لكن الأول سيكون له ثروة أو قوة أو هيبة أكبر مكنته من مساعدة أو تقديم خدمة لصالح المولى. من الإمبراطور في الأعلى إلى العامة في الأسفل، وجدت الروابط بين هذه المجموعات تعبيرًا رسميًا في التعريف القانوني لمسؤوليات الولاة تجاه الموالي. لم تكن علاقة الموالاة حصرية بين شخصين، كما كانت موجودة بين الجنرال وجنوده، المؤسس والمستعمرين، الفاتح ومجتمع أجنبي تابع.

## طبيعة الموالاة
قد تشمل المزايا التي يمنحها الولي التمثيل القانوني في المحكمة، والقروض المالية، والتأثير على الصفقات التجارية أو الزيجات، ودعم ترشيح المولى لمنصب سياسي أو كهنوتي. غالبًا ما كان ترتيب الزواج لبنات مواليهم قادرًا على تأمين موالي جدد وتوسيع نفوذهم على الساحة السياسية. مقابل خدماتهم، كان من المتوقع أن يقدم الموالي خدماتهم إلى متوليهم حسب الحاجة. شملت خدمة المولى لواليه مرافقة الولي في روما أو عندما ذهب إلى الحرب، فدائه إذا أُسر، ودعمه خلال الحملات السياسية.   عادة ما يتم تقديم الطلبات من قبل الولاية في حفل استقبال صباحي يومي المعروف باسم salutatio في منزل الولي. يستقبل الولي مواليه عند الفجر في الأتريوم والتابلنيوم tablinum وبعد ذلك يقوم الموالي بمرافقة موليهم إلى المنتدى. وكان يُنظر إلى العديد من الموالي الذين رافقهم الولي كرمز لمكانة الولي. تم اعتبار المولى كعضو ثانوي في نسب وليه، يحق له المساعدة في طقوس العشيرة sacra gentilicia ، ويلتزم بالمساهمة في تكلفتها. كان المولى خاضعًا لولاية وانضباط العشيرة، وكان يحق له أن يدفن في قبرها المشترك.
كانت المحاكم القانونية واحدة من المجالات الرئيسية للنشاط في علاقات الولي مع المولى، ولكن لم يكن الولاء نفسه عقدًا قانونيًا، على الرغم من أنه كان مدعومًا بالقانون منذ أقدم العصور الرومية. كانت الضغوط من أجل الحفاظ على التزامات المرء أخلاقية في المقام الأول، تأسست على سنن الأولين، وعلى صفات حسن النية من جانب الولي والولاء من جانب المولى. لم تكن علاقة المحسوبية منفصلة، بل كانت شبكة، لأن الولي قد يكون نفسه ملزماً لشخص ذي مكانة أعلى أو قوة أكبر، وقد يكون لدى الموالي أكثر من ولي واحد، يمكن أن تتعارض مصالحه. في حين أن <i id="mwVw">الأسرة</i> الرومية كانت لبنة بناء المجتمع، خلقت شبكات الولاء المتشابكة روابط اجتماعية معقدة للغاية.
لعبت أخلاقيات المعاملة بالمثل دورًا رئيسيًا في نظام المولى والوليّ. الحسنات المقدمة من الوليّ إلى المولى والمولى من الوليّ لا تلغي الأخرى، بدلاً من ذلك، كان تقديم الحسنات والمكافآت المضادة رمزًا للعلاقة الشخصية بين الوليّ والمولى. ونتيجة لذلك، فإن فعل رد الجميل قد تم بشكل أكبر بدافع الإحساس بالرضا وأقل من ذلك لأنه كان يجب رد الجميل.
يعتقد المؤرخان اليونانيان ديونيسيوس وبلوتارخ أن تنظيم علاقة الولاء كان أحد الشواغل المبكرة لرومولوس. ومن ثم يعود تاريخه إلى تأسيس روما. في الفترات الأولى، كان البتاركة patricius أولياء. كل من patricius وو patronus مرتبطان باللاتينية pater ، «الأب»، في هذا المعنى بشكل رمزي، ما يشير إلى الطبيعة الأبوية للمجتمع الروماني. على الرغم من أن المجتمعات الأخرى لديها أنظمة متشابهة، إلا أن العلاقة بين الأولياء والموالي كانت «ملائمة تمامًا» للسياسة الرومانية والشعور بالعائلة في الجمهورية الرومانية. وقد أظهر الأشخاص المهمين هيبتهم أو كرامتهم من خلال عدد الموالي لديهم.

## الأولياء والأحرار
عندما يعتق الرقيق، يصيرالمالك السابق وليّهم. كان لدى المعتوقين (libertus) التزامات اجتماعية تجاه وليهم، والتي قد تنطوي على حملة نيابة عنه إذا ترشح الوليّ للانتخابات، أو القيام بالوظائف أو المهمات المطلوبة، أو الاستمرار في علاقة جنسية بدأت في الاستعباد. في المقابل، كان من المتوقع أن يضمن الوليّ درجة معينة من الأمن المادي للموالي. إن ترك الموالي ليصبحوا معدمين أو متورطين في إجراءات قانونية غير عادلة من شأنه أن ينعكس بشكل سيئ على وليهم ويقلل من هيبته.

## طبيعة الولاء المتغيرة

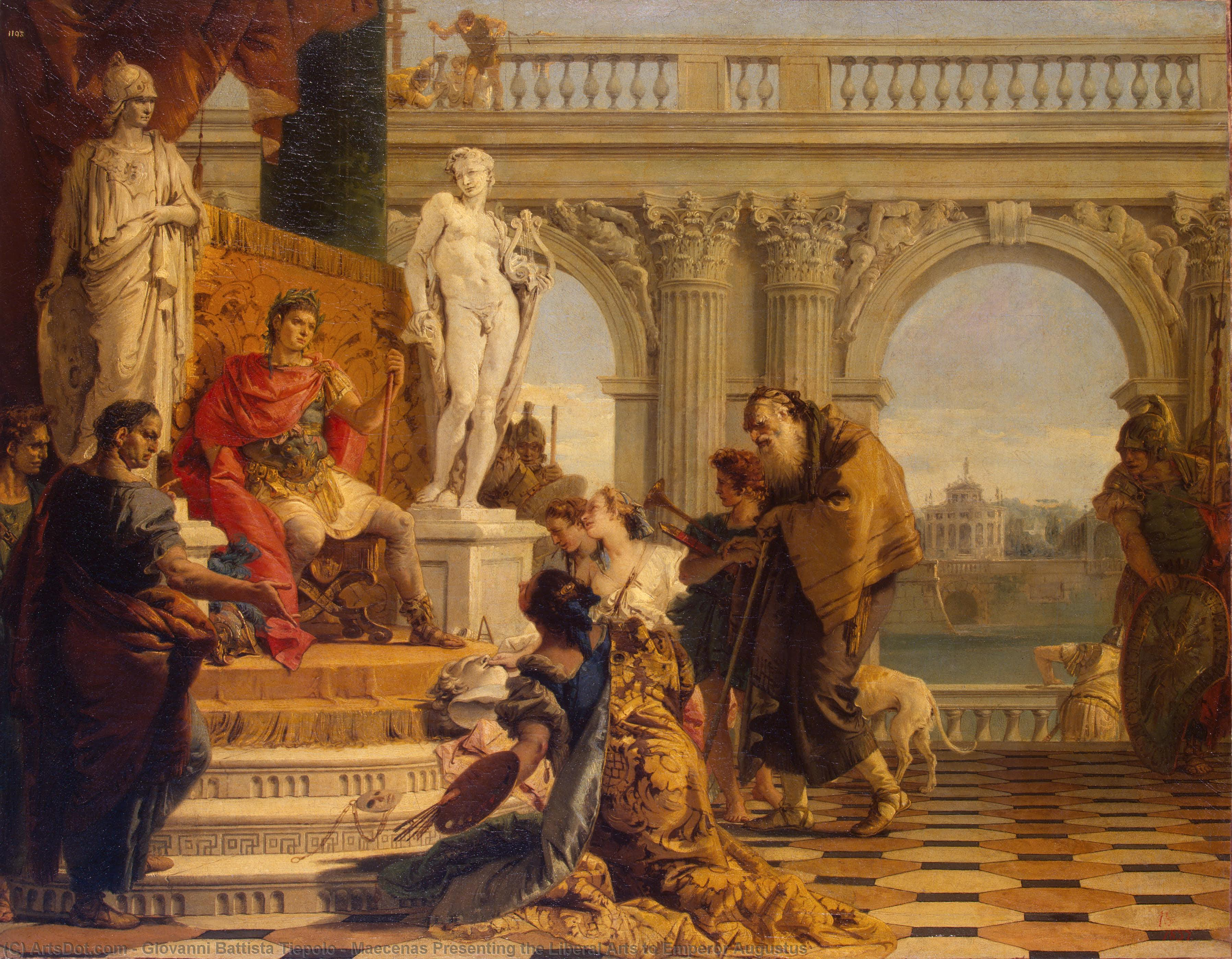
لوحة رسمها جيوفاني باتيستا تيبولو لأحد المستشارين السياسيين لأغسطس تقدم له الفنون الليبرالية. كانت الرعاية الأدبية والفنية شائعة في فترة أوغسطان.

تغيرت علاقات الولاء المعقدة مع الضغوط الاجتماعية خلال الجمهورية المتأخرة، عندما يتم استخدام عبارات مثل الوليّ، و المولى و الولاء بمعنى أكثر تقييدًا من المودة amicitia "الصداقة" بما في ذلك الصداقات والتحالفات السياسية، أو الرعاية الصحية ، الضيافة "الروابط بين العائلات. قد يكون من الصعب التمييز بين patrocinium أو clientela ، و amicitia ، و hospitium ، حيث تتداخل فوائدها والتزاماتها. بدأت الولاءات التقليدية تفقد أهميتها كمؤسسة اجتماعية خلال القرن الثاني قبل الميلاد. يشك فيرغوس ميلار في أنها كانت القوة المهيمنة التي كانت يُنظر إليها غالبًا في الانتخابات الرومانية.
طوال التطور من الجمهورية إلى الإمبراطورية نرى أكبر تنوع بين الأولياء. سعى الأولياء في جميع مناصب السلطة لبناء قوتهم من خلال السيطرة على الموالي والموارد. المزيد والمزيد من الولاء يمتد على مجتمعات بأكملها سواء على أساس مرسوم سياسي، أو استفادة من فرد أصبح وليًا لجماعات، أو من خلال المجتمع الذي يتبنى رسميًا وليًا. كان لدى كلا الجانبين توقعات لبعضهما البعض، توقع المجتمع الحماية من القوى الخارجية بينما توقع الوليّ اتباعًا مخلصًا لأشياء مثل الحملات السياسية والقوى العاملة إذا دعت الحاجة. غالبًا ما يؤخذ مدى علاقات الولي مع الموالي في الاعتبار عند البحث عن تعبير عن قوتهم السياسية المحتملة.
اختلف الولاء في الإمبراطورية المتأخرة عن الولاء في الجمهورية. قام الأولياء بحماية الموالي الأفراد من محصل الضرائب والالتزامات العامة الأخرى. في المقابل، أعطاهم الموالي المال أو الخدمات. حتى أن بعض الموالي تنازلوا عن ملكية أراضيهم لوليهم. لم يتمكن الأباطرة من منع هذا النوع من الولاء بشكل فعال. تغيرت أهمية الولاء Clientela مع النظام الاجتماعي خلال العصور القديمة المتأخرة. بحلول القرن العاشر، كان الولاء يقصد به مجموعة من الحراس المسلحين المستعدين لفرض إرادة سيدهم.قد يُطلق على الشاب الذي يعمل بصفة عسكرية، بمعزل عن الحاشية التي شكلت أسرة نبيلة أو «بيت»، يسمى vavasour في الوثائق

## الولاء المدني

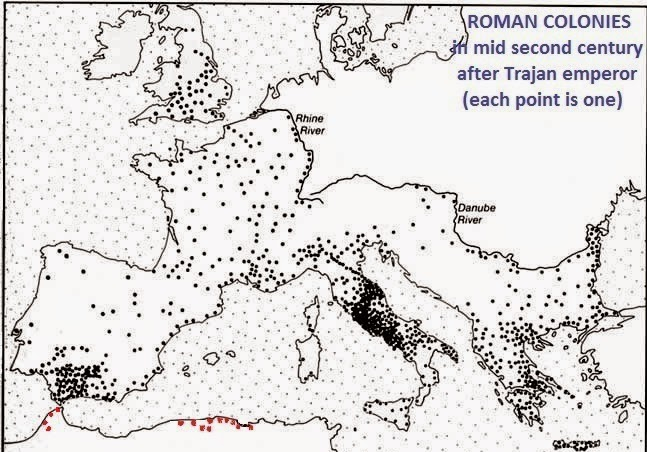
خريطة توضح المستعمرات الرومانية اعتبارًا من منتصف القرن الثاني.

أسس العديد من الروم المؤثرين، مثل قيصر وأغسطس، علاقات ولي-مولى في المناطق المحتلة. يمكن رؤية هذا في علاقات قيصر مع قبيلة ادوي Aedui في بلاد الغال حيث كانت قادرة على استعادة نفوذها على القبائل الغالية الأخرى التي كان فيها أوليائهم. بعد ذلك طلب منهم في مناسبات عديدة أن يخدموا واجبات الولي، وبالتالي اعتبره الكثيرون في روما ولي قبيلة ادوي.  أنشأ أغسطس مستعمرات في جميع أنحاء الإمبراطورية خلال فتوحاته التي وسعت نفوذه إلى أبعد مدى. كما قام بالعديد من الأعمال الحسنة لروما بأسرها، بما في ذلك التحالفات الغذائية والنقدية، بالإضافة إلى توطين الجنود في المستعمرات الجديدة التي رعاها والتي مدته بالكثير من الناس.  من خلال هذه الأمثلة، قام أوغسطس أيضًا بتغيير شكل الولاء إلى صيغة تناسب طموحاته في السلطة، مشجعًا الأفعال التي من شأنها أن تفيد المجتمع الرومي على المصالح الأنانية.
سمح الولاء وأشكاله العديدة بالحد الأدنى من أشكال الإدارة الملزمة بالعلاقات الشخصية بين الأطراف، وبالتالي فإن ولاء الجمهورية المتأخرة كان بمثابة نموذج للحكم.   أنشأ الفاتحون أو الحكام في الخارج الروابط الشخصية كأولياء لمجتمعات بأكملها، وهي الروابط التي قد تستمر بعد ذلك كالتزام عائلي. وهكذا كان أفراد عائلة مارسيلي Marcelli أولياء لييشيليا، لأن كلوديوس مارسيلوس غزا سيراكيوز وصقلية. كان توسيع الحقوق أو المواطنة إلى البلديات أو عائلات المحافظات طريقة واحدة لزيادة عدد الموالي لأغراض سياسية، كما فعل بومبيوس سترابو فيغاليا كيسالبينا. ساهم هذا النوع من الولاء بدوره في الدور الجديد الذي أنشأه أوغسطس كحاكم وحيد بعد انهيار الجمهورية، عندما ثبت صورته بصفته وليّ الإمبراطورية ككل.

## روابط خارجية
- العميل الروماني (قاموس سميث، 1875) في LacusCurtius
- "Patron" . The American Cyclopædia. 1879. {{استشهاد بموسوعة}}: يحتوي الاستشهاد على وسيط غير معروف وفارغs: |1= و|coauthors= (مساعدة)